# Szaknyér
Szaknyér è un comune dell'Ungheria di 73 abitanti (dati 2001). È situato nella contea di Vas.